# Niederanven
Niederanven é uma comuna do Luxemburgo, pertence ao distrito de Luxemburgo e ao cantão de Luxemburgo.

## Demografia
Dados do censo de 15 de fevereiro de 2001:
- população total: 5.439
  - homens: 2.619
  - mulheres: 2.820

- densidade: 131,50 hab./km²

- distribuição por nacionalidade:

| Nacionalidade  | População | %      |
| -------------- | --------- | ------ |
| luxemburgueses | 3.008     | 55,30% |
| estrangeiros   | 2.431     | 44,70% |
| - portugueses  | 320       | 5,88%  |
| - franceses    | 258       | 4,74%  |
| - italianos    | 195       | 3,59%  |
| - belgas       | 244       | 4,49%  |
| - alemães      | 424       | 7,80%  |
| - iuguslavos   | 66        | 1,21%  |
| - outros       | 924       | 16,99% |

- Crescimento populacional:

| Ano        | População |
| ---------- | --------- |
| 15/02/2001 | 5.439     |
| 01/01/2002 | 5.446     |
| 01/01/2003 | 5.412     |
| 01/01/2004 | 5.334     |
| 01/01/2005 | 5.342     |